# Nedre norra arméfördelningen
Nedre norra arméfördelningen (2. förd), var en arméfördelning inom svenska armén som verkade i olika former åren 1941–1997. Förbandsledningen var förlagd i Östersunds garnison i Östersund.

## Historik
Nedre norra arméfördelningen bildades den 1 augusti 1941 som XII. fördelningen, en fördubblingsfördelning till II. fördelningen. Arméfördelningen var direkt underställd militärbefälhavaren för II. militärområdet, och Jämtlands fältjägarregemente ansvarade för uppsättandet och mobilisering av arméfördelningsstaben. Den 1 oktober 1966 kom beteckningen att ändrades från att anges i romerska siffror till arabiska siffror, det vill säga fördelningen kom att benämnas som 12. arméfördelningen. Genom försvarsbeslutet 1977 beslutades att armén skulle reduceras 1978 med två arméfördelningar, därmed upplöstes och utgick 2. fördelningen och 16.arméfördelningen. Den 1 juli 1993 sammanslogs Nedre Norrlands militärområde och Övre Norrlands militärområde (Milo ÖN) och bildade Norra militärområdet (Milo N). Arméfördelningen kom därmed tillsammans med Övre norra arméfördelningen att underställs militärbefälhavaren för Norra militärområdet (Milo N).
Genom försvarsbeslutet 1992 beslutade riksdagen att försvarets krigsorganisationen skulle spegla fredsorganisationen. Därmed kom arméfördelningsstaben från den 1 juli 1994 att tillsammans Övre Norrlands arméfördelningen att organiseras som ett kaderorganiserat krigsförband inom Norra militärområdet (Milo N). Med den nya organisationen antog arméfördelningen namnet Nedre norra arméfördelningen (2. förd).
Inför försvarsbeslutet 1996 föreslog regeringen för riksdagen att krigsorganisationen skulle reduceras. Där bland annat de tre militärområdena skulle omfattas av varsin fördelningsstab. Av de sex fördelningsstaberna skulle tre fördelningsstaber med fördelningsförband samt 13 armébrigader bibehållas. Inom Norra militärområdet föreslog regeringen att Nedre norra arméfördelningen skulle upplösas och avvecklas. Den 13 december 1996 antog riksdagen regeringens proposition, vilket medförde att Nedre norra arméfördelningen upplöstes och avvecklades den 31 december 1997.

## Verksamhet
Nedre norra arméfördelningen främsta uppgift var att utveckla, leda och samordna markstridskrafter för försvar av nedre Norrland inom det ursprungliga Nedre Norrlands militärområde (Milo NN). Arméfördelningschefen lede den taktiska verksamheten och var direkt underställd militärbefälhavaren. Efter att Nedre norra arméfördelning upplöstes och utgick ur krigsorganisationen, övertogs dess uppgifter av Övre norra arméfördelningen i Boden.

### 1994–1997
Åren 1994–1997 bestod fördelningen av nedan brigader.
- Fältjägarbrigaden (NB 5)
- Ångermanlandsbrigaden (NB 21)

## Förläggningar och övningsplatser
I samband med att fördelningsstaben bildades kom den att samlokaliseras med Nedre Norrlands militärområdestab (Milo NN) på Kyrkogatan 53 och Kyrkogatan 76 i Östersund. Från december 1993 flyttades staben till den före detta förvaltningsbyggnaden vid Norrlands artilleriregemente vid Regementegatan, där den verkade fram till att den upplöstes den 30 juni 1997.

## Heraldik och traditioner
I samband med att arméfördelningen den 1 juli 1994 blev ett självständigt förband, antogs namnet Nedre norra arméfördelningen (2. förd). Fram till 30 juni 1994 hade fördelningen endast benämnts som 12. arméfördelningen. Den nya beteckningen, som 2. arméfördelningen, övertogs från ursprungliga 2. arméfördelningen som verkade åren 1941–1978. I samband med att Nedre norra arméfördelningen upplöstes och avvecklades instiftades Nedre norra arméfördelningens minnesmedalj i silver (NednorrFördMSM). Traditionsansvaret för Nedre norra arméfördelningen överfördes på Övre Norrlands militärområde som antog namnet Norra arméfördelningen. Från den 1 juli 2000 övertogs detta ansvar av 1. mekaniserade divisionen, vilken även övertog traditionsansvaret för samtliga arméfördelningar.

## Förbandschefer
- 1943–1992: ???
- 1992–1995: Överste 1. Gustaf Ankarcrona
- 1995–1997: Överste 1. Björn Karlsson

## Namn, beteckning och förläggningsort
| XII. fördelningen            | 1941-08-01 | – | 1966-09-30 |
| 12. arméfördelningen         | 1966-10-01 | – | 1994-06-30 |
| Nedre norra arméfördelningen | 1994-07-01 | – | 1997-12-31 |

| XII. förd | 1941-08-01 | – | 1966-09-30 |
| 12. förd  | 1966-10-01 | – | 1994-06-30 |
| 2. förd   | 1994-07-01 | – | 1997-12-31 |

| Östersunds garnison (F) | 1941-08-01 | – | 1997-12-31 |